# Scholtz Endre
Scholtz Endre (Budapest, 1959. október 13. –) békéscsabai festőművész, a város 2000-es évek leghíresebb festője.

## Életpályája
Scholtz a békéscsabai Rózsa Ferenc Gimnáziumba járt középiskolába; 1978-ban érettségizett. Az iskolában Mladonyiczky Béla volt a rajztanára. Szegeden szerzett földrajz- és rajztanári diplomát. Mestereinek Takács Győző keramikusművészt, Mladonyiczky Béla szobrászművészt és Cs. Pataj Pál festőművészt tekintette. Tanulmányai befejeztével hazatért szülővárosába és ott dolgozott tovább. Többször tanított általános-, illetve középiskolákban, köztük egykori gimnáziumában is. Ismerősei csak „gesztuskirály” néven emlegetik az ismert festőt.

### Művészete
Scholtz az alföldi stílus egyik prominens képviselője, kolorista művész. Műveire az élénk színek, a mediterrán stílus a jellemző. Fő témája a tájképek. Az évek során már több mint 120 kiállítása volt, és 25 év alatt több ezer képet festett.

## Díjai
- Békéscsaba kultúrájáért (2021)
- Művészeti Életpálya Elismerés (2018, 2019, 2020, 2021, 2022) - állami elismerés[4]